# Chama Crioula
A Chama Crioula é uma expressão da cultura gaúcha, tratando-se de uma chama que é acesa previamente aos festejos da Semana Farroupilha e levada para cada uma das 30 regiões tradicionalistas espalhadas pelo Rio Grande do Sul (RS). Segundo o portal do Governo do RS, é "considerada um símbolo que une o Estado, representa a história, a tradição e a alma da sociedade gaúcha. Em torno dela, é construído um ambiente de reverência ao passado, de culto aos feitos e fatos e de reflexão sobre a sociedade".  
"A “Chama Crioula” representa, para o gaúcho e o tradicionalista, a história, a tradição, a alma da sociedade gaúcha, construída ao longo de pouco mais de três séculos", aponta o MTG (Movimento Tradicionalista Gaúcho) de Mato Grosso. 

## História
Segundo o portal GZH, "a ideia do fogo simbólico veio para o Brasil da Alemanha, em 1936, por causa dos Jogos Olímpicos de Berlim.  
A primeira Chama Crioula foi acesa em 07 de setembro de 1947. 
"Próximo da meia-noite do dia 7 de setembro de 1947, os jovens João Carlos Paixão Côrtes, Fernando Machado Vieira e Cyro Dutra Ferreira, aguardavam junto à Pira da Pátria, montados em seus cavalos. Naquela época, a Pira da Pátria ficava no Parque Farroupilha (Redenção), nas proximidades da Av. João Pessoa, esquina com a Rua Luiz Afonso e o Colégio Júlio de Castilhos. No momento da extinção do Fogo Simbólico da Pátria, os jovens foram chamados para a retirada da centelha, conforme haviam acordado com a Liga Da Defesa Nacional. Paixão subiu em uma escada com o archote improvisado, feito de cabo de vassoura, envolto por estopa embebida em querosene, presa por arames, e acendeu solenemente aquela que seria eternizada na história como a primeira Chama Crioula", explicao MTG do RS em seu portal. 
Uma outra história que virou lenda no estado é que o primeiro fogo que deu origem à Chama Crioula seria mantido aceso há oito gerações pela família Pires de São Sepé. Segundo o g1-RS, "a história data de 1800, quando o local era rota de tropeiros e carreteiros. Desde aquela época, de acordo com Gilda Simões Pires, proprietária das terras, era habitual que os passageiros parassem ali para se alimentar. 'Esse fogo foi aceso por necessidade. Essas pessoas precisavam preparar a sua alimentação. E essa chama foi se mantendo e se mantendo até 1974, 1975, por aí, quando foi retirada, pela primeira vez, uma centelha desse fogo, que foi levada para Santa Maria para comemorar a Semana Farroupilha', conta Gilda". 

### Acendimento

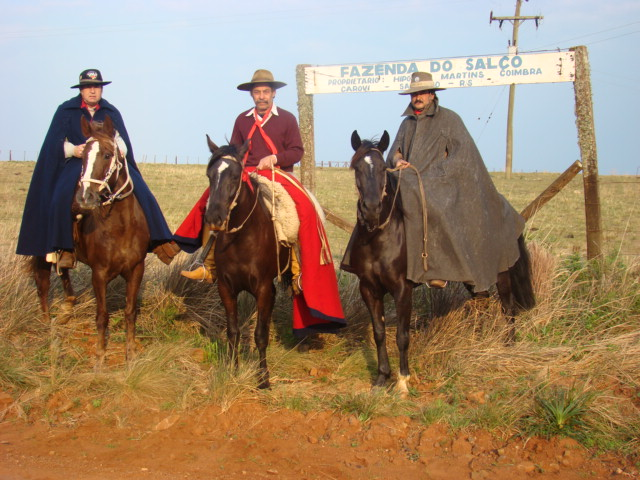
Grupo pronto para buscar a Chama Crioula em 2007

Anualmente, em agosto, uma das cidades do Rio Grande do Sul realiza a cerimônia de Geração e Distribuição da Chama Crioula. Em 2919 a 72º Geração e Distribuição da Chama Crioula aconteceu em Tentente Portela  e em 2022 a 73ª Geração e Distribuição da Chama Crioula do Rio Grande do Sul aconteceu em Canguçu. Após acesa, uma centelha da Chama Crioula percorre as 30 Regiões Tradicionalistas gaúchas, carregada por grupos de cavaleiros, que espalham o fogo simbólico pelos 497 municípios do estado. CTG (Centro de Tradições Gaúchas) de fora do estado também buscam  a centelha. 
Em 19 de agosto de 2023 a chama foi acesa na cidade de Cristal em frente à casa onde viveu Bento Gonçalves, líder da Guerra dos Farrapos. 